# Andreas Mattheis
Andreas Mattheis (Petrópolis, 24 de maio de 1954) é um automobilista e chefe de equipe brasileiro.
É proprietário das equipes Ipiranga Racing e Pratti na Stock Car. É o atual bicampeão da Brasil GT3 Championship (campeonato de gran turismo).
É pai do piloto de rali e diretor técnico da Equipe Pratti de Stock Car, Rodolpho Mattheis, da apresentadora de televisão e atriz Fiorella Mattheis e da colunista de Automobilismo Aline Mattheis .